# Гацько Валерій Петрович
Вале́рій Петро́вич Гацько́ (нар. 10 листопада 1957, м. Запоріжжя) — український політик, колишній народний депутат України.
Народився в сім'ї службовців; українець.

## Освіта
У 1982 р. закінчив Запорізький індустріальний інститут за спеціальністю інженер-будівельник.

## Біографія
- 1974 — токар об'єднання «Запоріжтрансформатор».
- 1975–1977 — служба в армії.
- 1977–1980 — завідувач лабораторії Запорізького індустріального інституту.
- 1980–1989 — на комсомольській і партійній роботі.
- З 1984 — перший секретар Орджонікідзевського райкому ЛКСМУ м. Запоріжжя.
- 1989–1991 — у будівельних підприємствах.
- З 1991 — директор малого підприємства «Крок».
- З 1995 — генеральний директор компанії «Скорлев».

## Політика
У 1998 р. балотувався в народні депутати України по мажоритарному округу № 77 у Запорізькій області від Всеукраїнського об'єднання «Громада» Павла Лазаренка.
На парламентських виборах 2002 р. увійшов до виборчого списку Блоку Юлії Тимошенко під № 41. Однак тоді БЮТ отримав по багатомандатному округу лише 22 мандати.
Травень 2006 — кандидат в народні депутати України від Блоку Юлії Тимошенко, № 147 в списку. На час виборів: помічник-консультант народного депутата України, член ВО «Батьківщина».
У 2006 р. був обраний до Запорізької обласної ради за списком БЮТ, де очолив фракцію БЮТ в облраді. 2006–2007 рр.. — помічник-консультант народного депутата України. У 2007 році був обраний депутатом Верховної Ради VI скликання від Блоку Юлії Тимошенко (№ 153 у виборчому списку). У парламенті очолив підкомітет з питань промислової політики Комітету з питань промислової і регуляторної політики та підприємництва. У вересні 2010 р. виключений з фракції за співпрацю та входження до провладної коаліції. З лютого 2011 входив до групи «Реформи заради майбутнього».
Голова Запорізької обласної організації ВО «Батьківщина» (2000–2008), входив до Політради.
10 серпня 2012 року у другому читанні проголосував за Закон України «Про засади державної мовної політики».. Закон було прийнято із порушеннями регламенту.